# Religiosidad popular

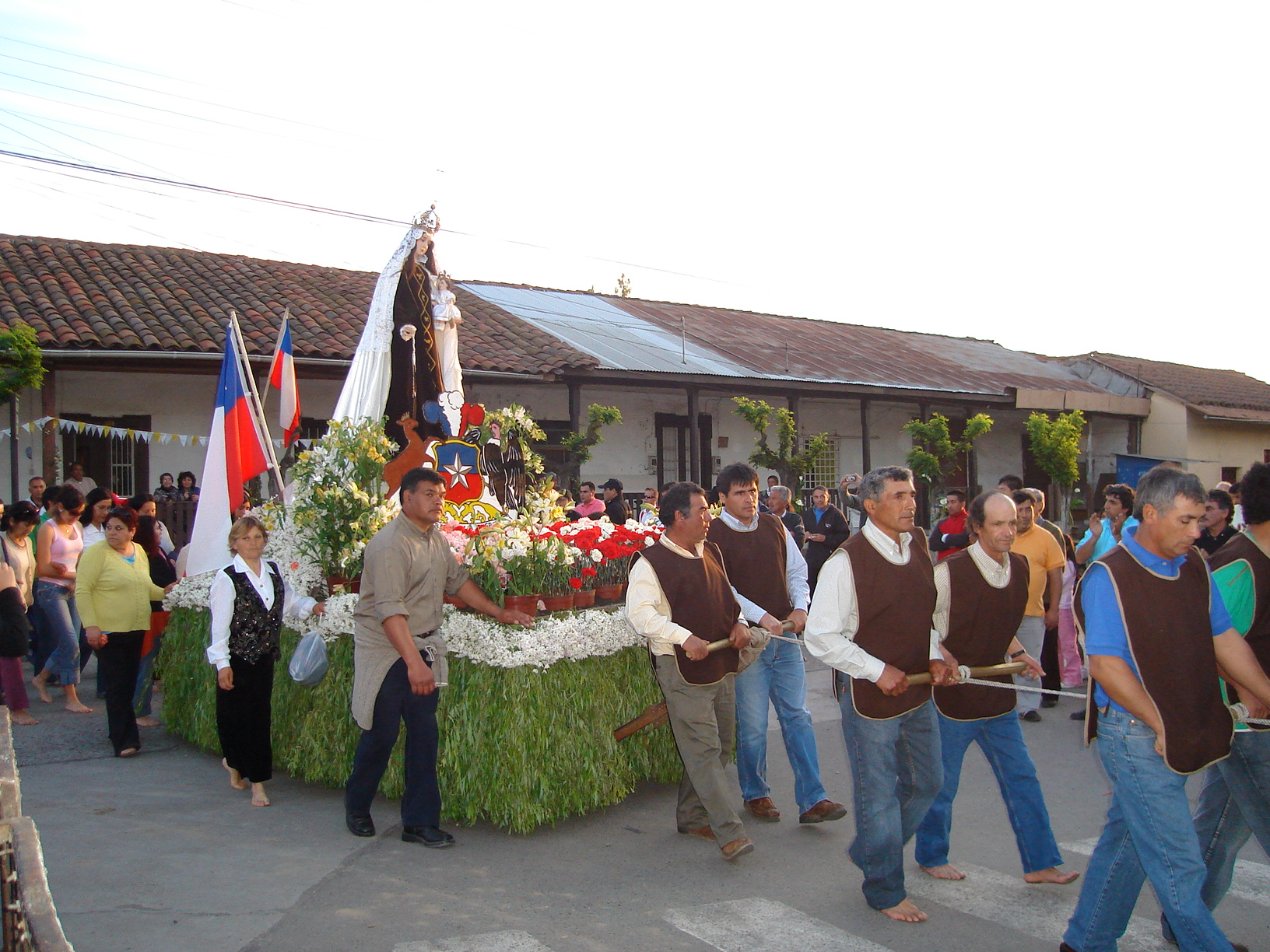
Procesión mariana en Chile.

Religiosidad popular es un concepto de las ciencias sociales en el ámbito religioso, especialmente de la antropología de la religión, de la sociología de la religión, la historia de las religiones y otras ciencias de la religión. A veces se utiliza de forma intercambiable otras expresiones, como la de piedad popular, que de forma estricta no son del todo equivalentes.
Se identifica con la forma en que vive la religión, el pueblo entendido como pueblo llano; en oposición terminológica con la religiosidad oficial, que es la de las élites, los intelectuales y la jerarquía eclesiástica. Algunas de las manifestaciones de la religiosidad popular pueden ser consideradas como supersticiones por la religiosidad oficial.
Las diferencias entre ambas religiosidades son esencialmente dos: que la oficial considera de la máxima importancia la hierofanía fundacional (la manifestación de lo sagrado) mientras que la popular se centra en las prácticas rituales y en la forma de mantener una relación propiciatoria con las entidades sobrenaturales; y que la oficial se transmite mediante mecanismos de socialización internos de las instituciones religiosas (como el reclutamiento del clero, los seminarios y otras instituciones de enseñanza religiosa reglada, que llegan a todos los niveles —catequesis, escuela dominical—) mientras que la popular lo hace en el ámbito familiar y local mediante vivencias colectivas de todo tipo (tradiciones populares, festividades, peregrinaciones, romerías, procesiones, ritos de paso —entre la vida y la muerte y los distintos estados o edades—, elementos de la vida cotidiana —gastronomía, indumentaria, etc.—). También podemos considerar que la religiosidad popular es una manifestación de la fe vivida de cada persona y que no podemos considerar que sea negativa en cuanto que solo cada uno puede responder de sí mismo y su creencia.

## Definición
En The Concise Oxford Dictionary of World Religions, John Bowker caracterizó la "religión popular" como "la religión que se da en pequeñas comunidades locales y que no se adhiere a las normas de los grandes sistemas" o "la apropiación de creencias y prácticas religiosas a nivel popular".
Don Yoder sostuvo que había cinco formas distintas de definir la religión popular. La primera era una perspectiva arraigada en un marco de evolución cultural que entendía que la religión popular representaba las supervivencias de formas de religión más antiguas; en este sentido, constituiría "las supervivencias, en un contexto religioso oficial, de creencias y comportamientos heredados de etapas anteriores del desarrollo de la cultura". Esta definición consideraría la religión popular en la Europa católica como las supervivencias de la religión precristiana y la religión popular en la Europa protestante como las supervivencias del catolicismo medieval. La segunda definición identificada por Yoder era la opinión de que la religión popular representaba la mezcla de una religión oficial con formas de religión étnica; esto se empleó para explicar el lugar de la religión popular en los sistemas de creencias sincréticas de las Américas, donde el cristianismo se había mezclado con las religiones de las comunidades indígenas americanas y africanas.
La tercera definición de Yoder era la empleada a menudo dentro de la folclorística, que sostenía que la religión popular era "la interacción de creencias, rituales, costumbres y mitología en las sociedades tradicionales", representando lo que a menudo se caracterizaba peyorativamente como superstición. La cuarta definición proporcionada por Yoder afirmaba que la religión popular representaba la "interpretación y expresión popular de la religión". Al notar que esta definición no abarcaría las creencias que estaban en gran medida desvinculadas de la religión organizada, como en la brujería, modificó esta definición incluyendo el concepto de "religiosidad popular", definiendo así la religión popular como "el depósito en la cultura de la religiosidad popular, toda la gama de actitudes populares hacia la religión". Su quinta y última definición representaba una "definición práctica de trabajo" que combinaba elementos de estas otras definiciones. Así, resumió la religión popular como "la totalidad de todos los puntos de vista y las prácticas de la religión que existen entre la gente aparte de y junto a las formas estrictamente teológicas y litúrgicas de la religión oficial".
Yoder describió la "religión popular" como algo que existe "en una sociedad compleja en relación y en tensión con la(s) religión(es) organizada(s) de esa sociedad. Su carácter relativamente desorganizado la diferencia de la religión organizada".
Alternativamente, el sociólogo de la religión Matthias Zic Varul definió la "religión popular" como "el aspecto relativamente irreflexivo de las prácticas y creencias ordinarias que se orientan hacia, o producen, algo más allá del inmediato aquí y ahora: la trascendencia cotidiana".

### Desarrollo histórico
En Europa el estudio de la "religión popular" surgió a partir del estudio de la religiöse Volkskund, término alemán que se utilizaba en referencia a "la dimensión religiosa de la cultura popular, o la dimensión folclórica de la religión". Este término fue empleado por primera vez por un predicador alemán del luterano, Paul Drews, en un artículo que publicó en 1901 titulado "Religiöse Volkskunde, eine Aufgabe der praktischen Theologie. Este artículo estaba destinado a ser leído por los jóvenes predicadores luteranos que salían del seminario, para prepararlos para las variantes populares del luteranismo que encontrarían entre sus congregaciones y que diferirían del luteranismo oficial y doctrinal al que estaban acostumbrados. Aunque se desarrolló en un entorno religioso, el término llegó a ser adoptado por académicos alemanes en el campo de la folklorística. Durante las décadas de 1920 y 1930, los folcloristas Josef Weigert, Werner Boette y Max Rumpf habían realizado estudios teóricos sobre la religiöse Volkskund. En las décadas siguientes, Georg Schreiber estableció un Institut für religiöse Volkskund en Múnich, mientras que Hanns Koren creó un departamento similar en Salzburgo. Otros académicos destacados que participaron en el estudio del fenómeno fueron Heinrich Schauert y Rudolf Kriss, este último reunió una de las mayores colecciones de arte y cultura material folclórico-religiosa de Europa, que más tarde se alojó en el Bayerisches Nationalmuseum de Múnich. A lo largo del siglo XX, se realizaron muchos estudios sobre la religión popular en Europa, prestando especial atención a temas como la peregrinación y el uso de santuarios.
En América, el estudio de la religión popular se desarrolló entre los antropólogos culturales que estudiaban las culturas sincretistas del Caribe y América Latina. El pionero en este campo fue Robert Redfield, cuyo libro de 1930 Tepoztlán: Un pueblo mexicano contrastó y examinó la relación entre la "religión popular" y la "religión oficial" en una comunidad campesina. Yoder señaló más tarde que, aunque se desconoce el primer uso conocido del término "religión popular" en el idioma inglés, probablemente se desarrolló como una traducción del alemán Volksreligion. Uno de los primeros usos destacados del término fue en el título de la obra de Joshua Trachtenberg de 1939 Jewish Magic and Superstition: A Study in Folk Religion. El término también se utilizó cada vez más en el campo académico de la religión comparada, apareciendo en los títulos de Ichiro Hori Folk Religion in Japan, Martin Nilsson Greek Folk Religion, y en el libro de Charles Leslie, Anthropology of Folk Religion. Los cursos sobre el estudio de la religión popular llegaron a impartirse en varias universidades de Estados Unidos, como el de John Messenger en la Universidad de Indiana y el de Don Yoder en la Universidad de Pensilvania.
Aunque el tema de la religión popular entraba dentro de las competencias de los estudiosos tanto de la folclorística como de los estudios religiosos, en 1974 Yoder observó que los académicos estadounidenses de estos últimos seguían ignorándolo en gran medida, centrándose en cambio en el estudio de la teología y la religión institucionalizada; contrastó esta situación con la de Europa, donde los historiadores de la religión habían dedicado mucho tiempo a estudiar la religiosidad popular. También se lamentó de que muchos folcloristas estadounidenses también descuidaran el tema de la religión porque no encajaba en el sistema estándar basado en el género para catalogar el folclore.
El término "religión folclórica" llegó a ser cada vez más rechazado en las décadas de 1990 y 2000 por los estudiosos que buscaban una terminología más precisa.

### Problemas y crítica
Yoder señaló que uno de los problemas del uso del término "religión popular" era que no encajaba en el trabajo de los estudiosos que utilizaban el término "religión" en referencia únicamente a la religión organizada. Destacó el ejemplo del destacado sociólogo de la religión Émile Durkheim, que insistía en que la "religión" era organizada para contrastarla con la "magia". Yoder señaló que los estudiosos que adoptaban estas perspectivas solían preferir el término "creencia popular" al de "religión popular".
Un segundo problema con el uso de "religión popular" que Yoder destacó fue que algunos estudiosos, en particular los que operan en la sociología de la religión, utilizaron el término como sinónimo de religión étnica (que se conoce alternativamente como religión nacional o religión tribal), lo que significa una religión estrechamente vinculada a un grupo étnico o nacional particular y, por lo tanto, se contrasta con una "religión universal" que atraviesa las fronteras étnicas y nacionales. Entre los estudiosos que han adoptado este uso de la terminología se encuentran E. Wilbur Bock.
El folclorista Leonard Norman Primiano argumentó que el uso de la "religión popular", así como de términos relacionados como "religión popular" y "religión no oficial", por parte de los estudiosos, hace "un flaco favor" a las formas de religiosidad que los estudiosos están examinando, porque -en su opinión- dichos términos son "residualistas, [y] despectivos". Sostuvo que el uso de esa terminología implica que hay "un elemento puro" en la religión "que está de alguna manera transformado, incluso contaminado, por su exposición a las comunidades humanas". Como corrección, sugirió que los estudiosos utilizaran la "religión vernácula" como alternativa. Al definir este término, Primiano afirmó que la "religión vernácula" es, "por definición, la religión tal y como se vive: como los seres humanos la encuentran, la entienden, la interpretan y la practican. Dado que la religión implica intrínsecamente la interpretación, es imposible que la religión de un individuo no sea vernácula".
Kapaló criticó este enfoque, considerándolo "erróneo" y argumentando que el cambio de "religión popular" a "religión vernácula" hace que el estudioso "recoja una selección diferente de cosas del mundo". Advirtió que ambos términos llevaban una "carga ideológica y semántica" y advirtió a los estudiosos que debían prestar atención a las asociaciones que tenía cada palabra.

## Judaísmo popular
En uno de los primeros trabajos académicos importantes sobre el tema, titulado Jewish Magic and Superstition: A Study in Folk Religion, Joshua Trachtenberg definió la religión popular judía como un conjunto de ideas y prácticas que, si bien no contaban con la aprobación de los líderes religiosos, gozaban de una amplia popularidad, por lo que debían incluirse en lo que él denominaba el campo de la religión. Esto incluía creencias poco ortodoxas sobre demonios y ángeles, y prácticas mágicas.
Estudios posteriores han destacado la importancia de la destrucción del Templo de Jerusalén para las numerosas costumbres populares judías relacionadas con el luto y, en particular, con la creencia en el hibbut ha-qever (tortura de la tumba), una creencia según la cual los muertos son torturados en su tumba durante tres días después del entierro por los demonios hasta que recuerdan sus nombres. Esta idea comenzó con los primeros aggadah escatológicos y luego fue desarrollada por los cabalistas.
Raphael Patai ha sido reconocido como uno de los primeros en utilizar la antropología para estudiar la religión popular judía. En particular, ha llamado la atención sobre el importante papel del elemento divino femenino, que ve en la diosa Asherah, la Shekhinah, la Matronit, y Lilith.
El escritor Stephen Sharot ha afirmado que la religión popular judía, al igual que otras formas de religión popular, se centra en la apotropaica, o taumatúrgica, es decir, se utiliza para ayudar a proteger al individuo de la enfermedad y la desgracia.  Destaca que mientras el judaísmo rabínico se ocupaba del ritual judío ortodoxo, y de la halakah, los magos pretendían utilizar rituales mágicos no ortodoxos para ayudar a la gente en la vida cotidiana.  Señala como ejemplo de un tipo de mago relativamente profesionalizado a los ba'al shem de Polonia, que a partir del siglo XVI prosperaron con la popularidad de la Cábala práctica en el siglo XVIII.  Estos ba'al shem prometían utilizar su conocimiento de los nombres de Dios y de los ángeles, junto con el exorcismo, la quiromancia y la medicina herbal para hacer daño a los enemigos y tener éxito en áreas de la vida social como el matrimonio y el parto.
Charles Liebman ha escrito que la esencia de la religión popular de los judíos estadounidenses es su vinculación social entre sí, lo que se ilustra con la constatación de que las prácticas religiosas que impedirían la integración social -como la interpretación estricta de las leyes dietéticas y el sábado- han sido abandonadas, mientras que las prácticas que se siguen -como el Séder de Pésaj, los ritos sociales de paso y las Altas Fiestas- son las que fortalecen la integración familiar y comunitaria judía. Liebman describió los rituales y creencias de la religión popular judía contemporánea en sus obras, The Ambivalent American Jew (1973) y American Jewry: Identity and Affiliation.